# أناند (فلم هندي)
أناند (بالهندية: आनन्द) (بالإنجليزية: Anand) هو فيلم درامي هندي باللغة الهندية عام 1971 شارك في كتابته وإخراجه هريشيكيش موخيرجي، مع حوارات كتبها جولزار. يقوم ببطولته راجيش خانا في الدور الرئيسي، مع طاقم مساعد بما في ذلك أميتاب باتشان، سوميتا سانيال، راميش ديو وسيما ديو.

## الحبكة
في حفل توزيع الجوائز في مومباي لكتابه الأول "أناند"، طُلب من الدكتور بهسكار بانيرجي التحدث عن الكتاب. يقول بهسكار أن الكتاب قد تم تأليفه بناءً على مقتطفات من مذكراته عندما التقى أناند ويحكي للجمهور تجربته معه.
يعالج بهسكار، وهو طبيب أورام، الفقراء بالمجان، لكنه غالبًا ما يشعر بالإحباط بسبب حقيقة أنه لا يستطيع علاج جميع الأمراض في العالم. يصبح متشائمًا بعد رؤية المعاناة والمرض والفقر في كل مكان حوله. فهو صريح ولا يعالج الأمراض الخيالية التي يعاني منها الأغنياء. ويتبع صديقه الدكتور براكاش كولكارني مسارًا مختلفًا بعض الشيء. يعالج أمراضًا خيالية لدى الأغنياء ويستخدم تلك الأموال لعلاج الفقراء.
ذات يوم، يقدم كولكارني بهسكار إلى أناند، الذي يعاني من سرطان الغدد الليمفاوية المعوية، وهو نوع نادر من السرطان. يتمتع أناند بطبيعة مرحة وعلى الرغم من علمه بأنه لن يبقى على قيد الحياة لأكثر من ستة أشهر، إلا أنه يحافظ على سلوك غير مبالٍ ويحاول دائمًا إسعاد كل من حوله. طبيعته المبهجة والحيوية تهدئ بهسكار، الذي لديه طبيعة متناقضة ويصبحان صديقين جيدين. يتمتع أناند بالقدرة النادرة على جذب الناس وتكوين صداقات معهم. وفي إحدى هذه اللقاءات، يجعل عيسى بهاي، وهو ممثل مسرحي، صديقًا له. إنهم يستمتعون بصحبة بعضهم البعض ويخلقون رابطة عاطفية.
تتدهور حالة أناند تدريجيًا، لكنه لا يريد أن يقضي أيامه المتبقية على سرير المستشفى؛ بل يتجول بحرية ويساعد الجميع. يكتشف أن بهسكار لديه مشاعر قوية تجاه رينو، التي كان يعالجها سابقًا من الالتهاب الرئوي. يساعد بهسكار في التعبير عن حبه ويقنع والدة رينو بمباركة زواجهما. يخبر بهسكار أنه يجب على الجميع أن يتذكروه كشخص حيوي وليس كمريض بالسرطان. كما تم اكتشاف أنه أحب فتاة في دلهي والتي تزوجت الآن من شخص آخر بسبب مرض أناند. في اليوم الذي تزوجت فيه، جاء أناند إلى مومباي من دلهي للمضي قدمًا في حياتها، لكنه احتفظ بزهرة في كتابه تخليداً لذكراها. مع مرور الوقت يصبح أناند مريضًا ويصبح الآن مقيدًا بالمنزل. يسجل على الشريط صوت بهسكر وهو يلقي قصيدة، ويسجل هو نفسه حوارًا، وكلاهما يضحكان معًا. إنه يحسب أنفاسه الأخيرة بينما يتجمع أصدقاؤه حوله ولكن بهسكر ذهب لإحضار الأدوية له. يصرخ عليه ويموت. يعود بهسكر بعد بضع دقائق فقط ويطلب من أناند أن يتحدث معه. وفجأة، يبدأ الشريط باللعب بصوت أناند وأصدقائه يبكون عليه. يظهر زوج من البالونات تطير بعيدًا في السماء بينما يغادر أناند العالم ويطير بعيدًا في السماء.

## طاقم التمثيل
- راجيش خانا في دور أناند سيجال
- أميتاب باتشان في دور الدكتور بهاسكار بانيرجي المعروف أيضًا باسم بابو موشاي / مونا
- سوميتا سانيال في دور رينو باسكار بانيرجي
- راميش ديو في دور الدكتور براكاش كولكارني
- سيما ديو في دور سومان كولكارني
- لاليتا باوار في دور ماترون ديسا
- دورجا خوتي في دور والدة رينو
- جوني ووكر في دور عيسى بهاي سوراتوالا / موراريال
- أسيت سين في دور تشاندرا ناث
- ديف كيشان في دور راغو كاكا
- دارا سينغ في دور مدرب المصارعة المعروف أيضًا باسم باباجي
- براهم بهاردواج في دور ماوني بابا

## موسيقى
تم تأليف الموسيقى الخلفية والأغاني من قبل ساليل تشودري، مع كلمات من قبل جولزار ويوغيش. كما كتب جولزار قصيدة "ماوت تو إيك كافيتا هاي" التي رواها أميتاب باتشان.
قبل تأكيد تكليف ساليل تشودري بتأليف الأغاني، اتصل موخيرجي بلاتا مانغيشكار، حيث عملت سابقًا كمديرة موسيقى في أفلام ماراثية تحت الاسم المستعار "أناندغان". ومع ذلك، رفضت بأدب عرض التأليف واختارت غناء الأغاني في الفيلم بدلاً من ذلك.
تم تأليف إحدى الأغاني، "كاهين دور جاب دين دال جاي"، في الأصل قبل 20 عامًا كأغنية بنغالية بعنوان "أماي براشنا كور نيل دروباتارا"، وغناها هيمانت كومار.
تعتمد الموسيقى الخلفية المستخدمة في المشاهد العاطفية في الفيلم على لحن أغنية "كوي هوتا جيسكو أبنا" من فيلم ميري أبني، والتي تم إصدارها في وقت لاحق من نفس العام. تم تأليف الموسيقى لكلا الفيلمين من قبل تشودري.
كان فيلم أناند أحد الأفلام القليلة لراجيش خانا التي لم يظهر فيها كيشور كومار، الذي تعاون معه لفترة طويلة، في الموسيقى التصويرية.
| #  | عنوان                      | المدة |
| -- | -------------------------- | ----- |
| 1. | "كاهين دور جاب (ذكور)"     | 05:40 |
| 2. | "ماين تيري ليي"            | 03:09 |
| 3. | "زينداجي كايسي هاي باهيلي" | 03:30 |
| 4. | "نا جيا لاجي نا"           | 03:22 |
| 5. | "ماوت تو إيك كافيتا هاي"   | 00:47 |

## وسائل الاعلام المنزلية
دخلت العديد من إصدارات دي في دي إلى السوق من قبل شركات مثل "ديجيتال إنترتينمنت" وشيمارو للترفيه و"إيغل هوم فيديو". تم إصدار هذه الإصدارات كإصدارات غير مستعادة وغير مُعاد صياغتها وبصورة أساسية خالية من الميزات التكميلية.

## التأثير
حتى وقت إصدار فيلم أناند، لم يكن نجم الفيلم، أميتاب باتشان، معروفًا بين العامة. شارك أحد المعجبين، آشيش بالود، الحادثة على تويتر، وذكّره بكيفية حصوله على التقدير من الفيلم. في يوم إصدار الفيلم، ذهب باتشان إلى مضخة بنزين لملء خزان سيارته ولم يتعرف عليه أحد. لكن بعد إصدار الفيلم في المساء، عندما ذهب إلى نفس مضخة البنزين للتزود بالوقود، بدأ الجمهور يتعرف عليه. نشر باتشان على تويتر، "هذا حدث حقيقي .. كان في محطة البنزين في إيرلا، على طريق إس في."

## روابط خارجية
- مقالات تستعمل روابط فنية بلا صلة مع ويكي بيانات